# Јожеф Шопрони
Јожеф Шопрони (мађ. Soproni József, Scheidl) бивши мађарски фудбалер, олимпијац, играо је на позицији десног крила. Учествовао је на фудбалском турниру на Летњим олимпијским играма 1936. године у Берлину.. У спортској штампи је био познат као Шопрони II.

## Каријера
Јожеф Шопрони−Шајдл је имао 10−оро браће, од којих су четворица играла фудбал. Од 1928. па надаље играо је у бојама Шопронија током целе своје каријере, углавном на позицији десног крила и био је познат под именом Шајдл II, а потом и Шопрони II. Иако га је у Будимпешти позвало неколико великих тимова, па чак и Рапид Беч, инсистирао је да остане у родном граду. 
Године 1936. као аматерски репрезентативац учествовао је на Олимпијским играма у Берлину, где је играо у јединој утакмици Мађарске на олимпијском турниру.
Шајдл се вратио у свој клуб после Олимпијаде и одиграо своју 500. првенствену утакмицу 1944. године. Пошто се од фудбала није могло живети почео је да ради током фудбалске каријере. У почетку је био заменик службеника у општини, затим мајстор у фабрици цигала, директор КИК-а Шопрон, радник предузећа за управљање електричном енергијом и произвођач вина. Године 1993. у својој 80. години добио је награду за свој допринос у спорту у Шопрону.